# باد (أغنية والي)
باد هي أغنية من قبل مغني الهيب هوب الأمريكي والي. صدر في 5 فبراير، 2013، كأغنية منفردة أولى من ألبومه الإستديو الثالث ذا قيفتيد (2013). الأغنية، من إنتاج كيلزن كامب، مع اشتراك المغنية الأمريكية تيارا توماس.

## الخلفية
الأغنية صدرت في الأصل يوم 24 ديسمبر، 2012، في ميكس تيب والي بعنوان فولرين، ولكن في وقت لاحق أدرجت في ألبومه ذا قيفتيد.

## الصيغ وقائمة الأغاني
- نسخة الأغنية المنفردة الرقمية

1. «باد» (مع تيارا توماس) — (4:18)

## تاريخ الإصدار
| الدولة           | التاريخ        | نوع الإصدار | الشركة المنتجة                | المصادر |
| الولايات المتحدة | 5 فبراير، 2013 | تحميل رقمي  | مايباخ ميوزيك قروب • أتلانتيك | [ 1 ]   |
| ---------------- | -------------- | ----------- | ----------------------------- | ------- |

## نسخة الريمكس مع اشتراك ريانا
صدر ريمكس أغنية باد الرسمي مع اشتراك المغنية البربادوسية ريانا. صدرت الأغنية رقمياً عبر آي تيونز يوم 3 يونيو، 2013. ظهرت الأغنية أيضاً على ألبوم والي الإستديو الثالث، ذا قيفتيد.

## استقبال النقاد
أعطى روب ماركمان من MTV الريمكس مراجعة إيجابية.

## الصيغ وقائمة الأغاني
- نسخة الأغنية المنفردة الرقمية

1. «باد» (مع ريانا) — (3:58)

## الرسوم البيانية
| الرسم البياني (2013)                                     | المركز | المصادر |
| -------------------------------------------------------- | ------ | ------- |
| فرنسا (SNEP)                                             | 141    | [ 6 ]   |
| المملكة المتحدة (OCC)                                    | 112    | [ 7 ]   |
| المملكة المتحدة (OCC R&B)                                | 20     | [ 8 ]   |
| الولايات المتحدة (Billboard Hot 100)                     | 21     | [ 9 ]   |
| الولايات المتحدة (Billboard Adult R&B Songs)             | 31     | [ 10 ]  |
| الولايات المتحدة (Billboard Digital Songs)               | 27     | [ 11 ]  |
| الولايات المتحدة (Billboard On-Demand Songs)             | 11     | [ 12 ]  |
| الولايات المتحدة (Billboard R&B/Hip-Hop Airplay)         | 1      | [ 13 ]  |
| الولايات المتحدة (Billboard R&B/Hip-Hop Digital Songs)   | 6      | [ 14 ]  |
| الولايات المتحدة (Billboard Hot R&B/Hip-Hop Songs)       | 5      | [ 15 ]  |
| الولايات المتحدة (Billboard R&B/Hip-Hop Streaming Songs) | 5      | [ 16 ]  |
| الولايات المتحدة (Billboard Hot Rap Songs)               | 3      | [ 17 ]  |
| الولايات المتحدة (Billboard Rap Streaming Songs)         | 5      | [ 18 ]  |
| الولايات المتحدة (Billboard Rhythmic Songs)              | 5      | [ 19 ]  |
| الولايات المتحدة (Billboard Streaming Songs)             | 13     | [ 20 ]  |

| الرسم البياني (2013)                                   | المركز | المصادر |
| ------------------------------------------------------ | ------ | ------- |
| الولايات المتحدة (Billboard Hot 100)                   | 59     | [ 21 ]  |
| الولايات المتحدة (Billboard On-Demand Songs)           | 46     | [ 22 ]  |
| الولايات المتحدة (Billboard R&B/Hip-Hop Airplay Songs) | 3      | [ 23 ]  |
| الولايات المتحدة (Billboard R&B/Hip-Hop Songs)         | 14     | [ 24 ]  |
| الولايات المتحدة (Billboard Radio Songs)               | 57     | [ 25 ]  |
| الولايات المتحدة (Billboard Rap Songs)                 | 2      | [ 26 ]  |
| الولايات المتحدة (Billboard Rap Digital Songs)         | 15     | [ 27 ]  |
| الولايات المتحدة (Billboard Rap Songs)                 | 10     | [ 28 ]  |
| الولايات المتحدة (Billboard Rap Streaming Songs)       | 9      | [ 29 ]  |
| الولايات المتحدة (Billboard Streaming Songs)           | 30     | [ 30 ]  |

## الشهادات
| الدولة           | المزود | الشهادات  | المبيعات  | المصادر |
| ---------------- | ------ | --------- | --------- | ------- |
| الولايات المتحدة | (RIAA) | بلاتينيوم | 1,000,000 | [ 31 ]  |

## تاريخ الإصدار
| الدولة           | التاريخ       | نوع الإصدار | الشركة المنتجة                | المصادر |
| الولايات المتحدة | 3 يونيو، 2013 | تحميل رقمي  | مايباخ ميوزيك قروب • أتلانتيك | [ 1 ]   |
| ---------------- | ------------- | ----------- | ----------------------------- | ------- |